# Campionati del mondo di ciclismo su strada 2009
I Campionati del mondo di ciclismo su strada 2009 (en.: 2009 UCI Road World Championships) si svolsero a Mendrisio, in Svizzera, tra il 23 ed il 27 settembre 2009.

## Organizzazione
L'organizzazione dei campionati del mondo 2009 è stata attribuita a Mendrisio dal comitato direttore dell'UCI nel giugno del 2005. La cittadina svizzera aveva già ospitato una edizione nel 1971.
L'Associazione Mendrisio 09 è la società che organizza l'evento, diretta da Marco Sangiorgio, presidente del Vélo Club Mendrisio.

## Eventi

### Cronometro individuali
Mercoledì 23 settembre
- 09:30 - 12:45 Uomini Under 23 – 33,200 km
- 14:00 - 17:15 Donne Elite – 26,800 km

Giovedì 24 settembre
- 11:30 - 17:00 Uomini Elite – 49,800 km

### Corse in linea
Sabato 26 settembre
- 09:00 - 12:30 Donne Elite – 124,200 km
- 13:30 - 18:00 Under 23 – 179,400 km

Domenica 27 settembre
- 10:30 - 17:30 Uomini Elite – 262,200 km

## Percorsi

### Gara in linea
Le gare in linea partivano dalla zona degli impianti sportivi di Mendrisio. Il circuito prevedeva due asperità: la prima chiamata "Acquafresca", dopo circa 2 km, lunga 1600 metri che attraversava Mendrisio e si portava a Castel San Pietro, con una pendenza media del 10%, seguita da 4580 m di discesa, tecnicamente difficile, che portava a Balerna.
Dopo 1420 m iniziava la seconda ascesa, quella della Torrazza di Novazzano (popolarmente conosciuta come Turascia), 1750 m di lunghezza con pendenze massime attorno al 10%, che nel 1971 vide battersi Felice Gimondi ed Eddy Merckx. Raggiunta Novazzano 800 metri di discesa e poi il tratto pianeggiante che conduceva fino al traguardo a Mendrisio.

### Cronometro
Partenza ed arrivo delle tre gare a cronometro agli impianti sportivi di Mendrisio. Dopo i primi 3 km pianeggianti che attraversavano la sede d'arrivo della prova in linea del Mondiale 1971, iniziava la discesa verso il Lago di Lugano. Uomini Elite ed Under-23 proseguivano fino a Capolago per poi raggiungere Riva San Vitale, mentre le donne Elite raggiungevano direttamente quest'ultimo abitato senza scendere in riva al lago. Da Riva il circuito si spostava verso Rancate con due tratti in leggero falsopiano ai quali segue la salita della Rossa di Rancate, 650 m di dura ascesa con punte di pendenza attorno al 10%. Attraversata questa località si transitava da Ligornetto, Stabio e Genestrerio da cui il circuito ripercorreva l'ultimo km del percorso della prova in linea.

## Medagliere
| Pos.   | Nazione     | Oro | Argento | Bronzo | Totale |
| ------ | ----------- | --- | ------- | ------ | ------ |
| 1      | Australia   | 2   | 0       | 0      | 2      |
| 2      | Italia      | 1   | 1       | 1      | 3      |
| 3      | Francia     | 1   | 0       | 0      | 1      |
| 3      | Svizzera    | 1   | 0       | 0      | 1      |
| 3      | Stati Uniti | 1   | 0       | 0      | 1      |
| 6      | Russia      | 0   | 1       | 1      | 2      |
| 7      | Colombia    | 0   | 1       | 0      | 1      |
| 7      | Paesi Bassi | 0   | 1       | 0      | 1      |
| 7      | Portogallo  | 0   | 1       | 0      | 1      |
| 7      | Svezia      | 0   | 1       | 0      | 1      |
| 11     | Germania    | 0   | 0       | 2      | 2      |
| 12     | Danimarca   | 0   | 0       | 1      | 1      |
| 12     | Spagna      | 0   | 0       | 1      | 1      |
| Totale | Totale      | 6   | 6       | 6      | 18     |

## Sommario degli eventi
| Eventi                 | Oro                           | Tempo                      | Argento                          | Tempo     | Bronzo                    | Tempo     |
| Uomini Elite           |                               |                            |                                  |           |                           |           |
| Gara in linea dettagli | Cadel Evans Australia         | 6h56'56" Media 37,777 km/h | Aleksandr Kolobnev Russia        | a 27"     | Joaquim Rodríguez Spagna  | s.t.      |
| Cronometro dettagli    | Fabian Cancellara Svizzera    | 57'55"74 Media 51,580 km/h | Gustav Larsson Svezia            | a 1'27"13 | Tony Martin Germania      | a 2'30"18 |
| Uomini Under-23        |                               |                            |                                  |           |                           |           |
| Gara in linea dettagli | Romain Sicard Francia         | 4h41'54" Media 38,183 km/h | Carlos Alberto Betancur Colombia | a 21"     | Egor Silin Russia         | s.t.      |
| Cronometro dettagli    | Jack Bobridge Australia       | 40'44"79 Media 48,887 km/h | Nélson Oliveira Portogallo       | a 18"73   | Patrick Gretsch Germania  | a 27"66   |
| Donne Elite            |                               |                            |                                  |           |                           |           |
| Gara in linea dettagli | Tatiana Guderzo Italia        | 3h33'25" Media 34,945 km/h | Marianne Vos Paesi Bassi         | a 21"     | Noemi Cantele Italia      | s.t.      |
| Cronometro dettagli    | Kristin Armstrong Stati Uniti | 35'26"09 Media 45,379 km/h | Noemi Cantele Italia             | a 55"01   | Linda Villumsen Danimarca | a 58"25   |